# Patrulleros de Zona Marítima
Patrulleros de Zona Marítima (jinak též třída Piloto Pardo, nebo třída 20 de Julio) je třída oceánských hlídkových lodí vyvinutých pro Chile na základě typu OPV 80 německé loděnice Fassmer. Plavidla této třídy provozují námořnictva Chile a Kolumbie. Celkem bylo postaveno sedm plavidel této třídy. Do služby byly zařazeny v letech 2008–2017.

## Stavba
Plavidla byla navržena německou loděnicí Fassmer na základě chilských požadavků. V květnu 2005 byla v chilské loděnici ASMAR (Astilleros y Maestranzas de la Armada) v Talcahuanu objednána stavba dvou jednotek (Piloto Pardo a Commandante Toro). V lednu 2012 byla objednána třetí jednotka Marinero Fuentealba a v lednu 2015 čtvrtá jednotka Cabo Odger. Všechny čtyři jednotky pro Chile byly zařazeny do služby v letech 2008–2017. Plánována přitom byla akvizice až pěti lodí.
Druhým uživatelem třídy se stalo kolumbijské námořnictvo. U kolumbijské loděnice COTECMAR v Cartageně byly objednány tři plavidla. Později měl být počet objednaných plavidel zvýšen na šest. Ale v roce 2025 stále zůstávalo u tří hlídkových, zařazených do služby v letech 2012–2017.
Zájem o tato plavidla projevilo rovněž argentinské námořnictvo, ale objednány nebyly.
Jednotky třídy Patrulleros de Zona Marítima:
| Jméno                           | Uživatel | Loděnice | Spuštěna         | Vstup do služby   | Status                               |
| ------------------------------- | -------- | -------- | ---------------- | ----------------- | ------------------------------------ |
| Piloto Pardo (81)               | Chile    | ASMAR    | 14. června 2007  | 13. června 2008   | aktivní                              |
| Commandante Policarpo Toro (82) | Chile    | ASMAR    | 15. října 2008   | 7. srpna 2009     | aktivní                              |
| Marinero Fuentealba (83)        | Chile    | ASMAR    | 3. dubna 2014    | 6. listopad 2014  | aktivní                              |
| Cabo Odger (84)                 | Chile    | ASMAR    | 3. srpna 2016    | 10. srpna 2017    | aktivní                              |
| ARC 20 de Julio (PZE-46)        | Kolumbie | COTECMAR |                  | 20. červenec 2012 | aktivní                              |
| ARC 7 de Agosto (PZE-47)        | Kolumbie | COTECMAR |                  | 17. března 2014   | aktivní                              |
| ARC Victoria (PZE-48)           | Kolumbie | COTECMAR | 1. prosince 2016 | 8. červenec 2017  | původní jméno ARC Santander, aktivní |

## Konstrukce

### Chile

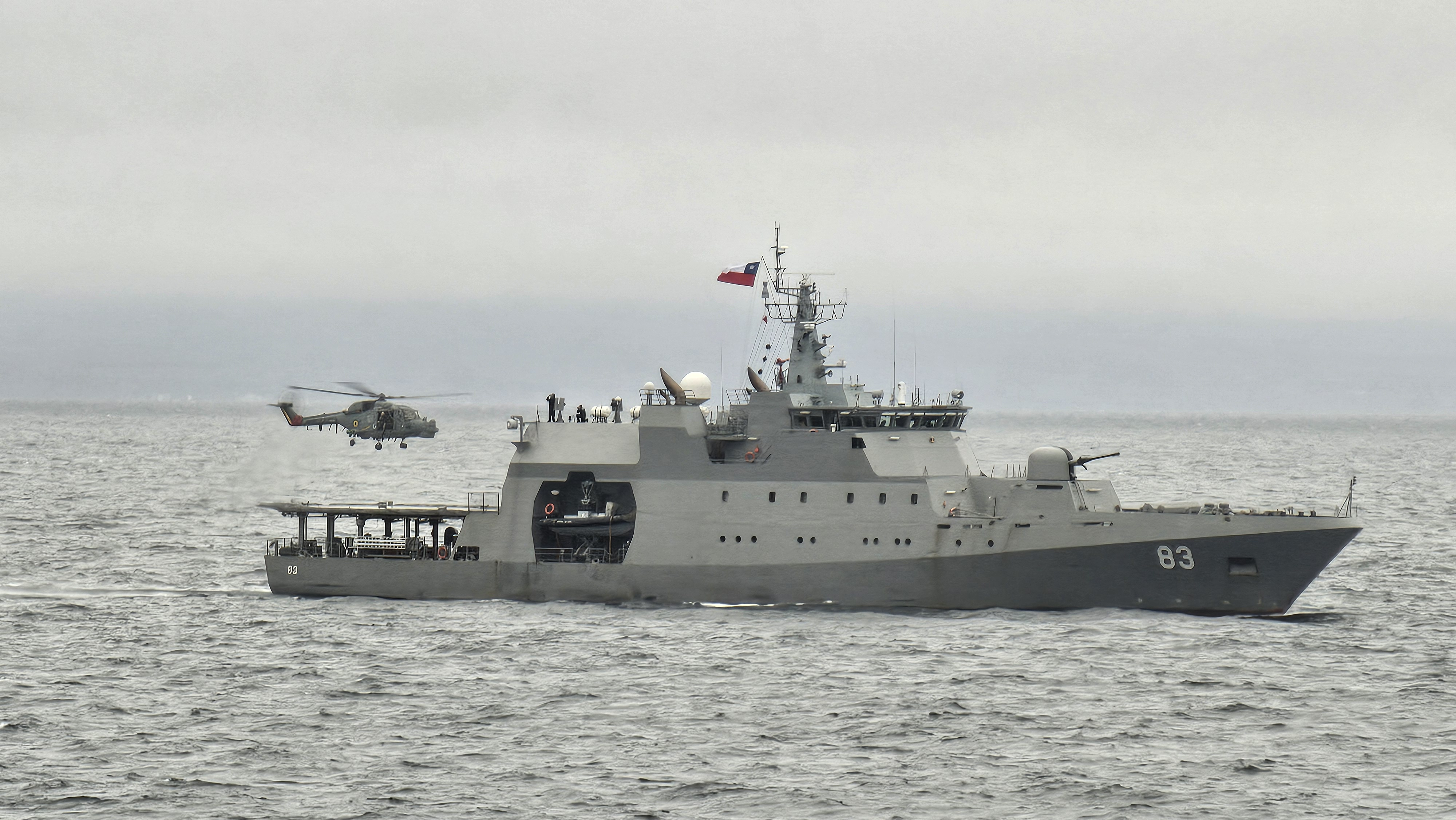
Chilská hlídková loď Marinero Fuentealba (OPV-83) s vrtulníkem Westland Super Lynx brazilského námořního letectva

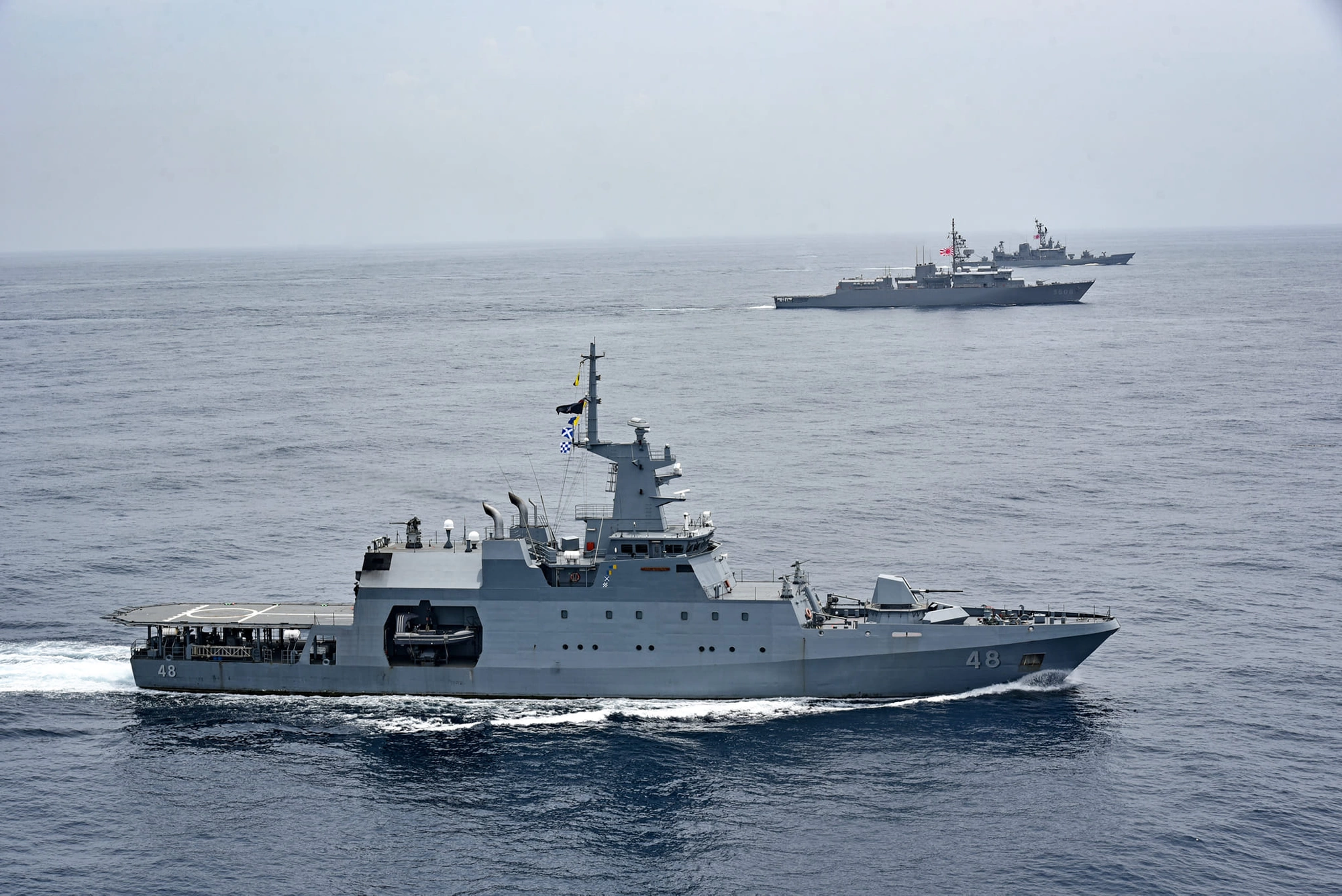
Kolumbijská hlídková loď ARC Victoria (PZE-48) vyfotografovaná na mezinárodním cvičení s japonskými plavidly Kašima (TV-3508) a Hatakaze (TV-3520)

Výzbroj chilských plavidel tvoří jeden 40mm kanón Bofors a šest 12,7mm kulometů. Na zádi se nachází přistávací plocha a hangár pro jeden vrtulník. Pohonný systém tvoří dva diesely Wärtsilä 12V26 o výkonu 4080 kW. Elektrickou energii pak vyrábí tři diesel-generátory Catepillar 3412 o výkonu 380 kW. Lodní šrouby jsou dva. Manévrovací schopnosti zlepšují příďová dokormidlovací zařízení. Nejvyšší rychlost dosahuje 21 uzlů.
Poslední dvě hlídkové lodě pro Chile jsou lépe vybaveny pro službu v Antarktidě (zesílený trup, systémy odolnější vůči chladnému počasí, rozšířený můstek). Zesílena byla také jejich výzbroj, tvořená jedním 76mm kanónem Leonardo Compact a 12,7mm dva kulomety.

### Kolumbie
Třetí plavidlo pro Kolumbii Victoria se od svých sesterských lodí lišilo upravenou výzbrojí tvořenou 76mm kanónem OTO Melara a 25mm kanónem M242 Bushmaster.

## Operační služba
Kolumbijská hlídková loď 7 De Agosto byla v roce 2015 nasazena do protipirátské operace Atalanta.